# Парламентские выборы на Бермудских Островах (2012)
Парламентские выборы на Бермудских Островах прошли 17 декабря 2012 года. На них избирались 36 депутатов Палаты собраний, нижней палаты парламента Бермуд. В результате победил Альянс Единая Бермуда, получивший 19 из 36 мест парламента. Премьер-министр Лора Кокс потеряла своё место в парламенте и вскоре ушла с поста руководителя Прогрессивной лейбористской партии.

## Результаты
| Партия | Партия                                | Голоса | %     | +/–   | Места | +/– |
| --- | ------------------------------------- | ------ | ----- | ----- | ----- | --- |
| | Альянс Единая Бермуда                 | 15 949 | 51,68 | +4,34 | 19    | +5  |
| | Прогрессивная лейбористская партия    | 14 218 | 46,07 | –6,38 | 17    | –5  |
| | Независимые                           | 685    | 2,25  | +2,04 | 0     | 0   |
| Недействительных/пустых бюллетеней | Недействительных/пустых бюллетеней    | 174    | –     | –     | –     | –   |
| Всего | Всего                                 | 31 026 | 100   | –     | 36    | 0   |
| Зарегистрированных избирателей / Явка | Зарегистрированных избирателей / Явка | 43 652 | 71,08 | –     | –     | –   |
| Источники: Парламентская регистратура Архивная копия от 28 октября 2017 на Wayback Machine, IFES Архивная копия от 31 марта 2017 на Wayback Machine |                                       |        |       |       |       |     |